# 寶瓶座R
寶瓶座R  (R Aqr) 是位於寶瓶座的一顆變星。
寶瓶座R被認為是由一顆白矮星和一顆米拉變星組成的共生變星，軌道週期大約是44年。為主的米拉變星是一顆紅巨星，光度變化的數量級高達數百倍，並且變光的週期稍長於一年，於1810年被卡爾·路德維希·哈丁發現是一顆變星。
經由引力的牽引，白矮星從紅巨星提取物質，偶而還會將多餘的物質彈射出，形成一些怪異的環路，連接成像是星雲的圖樣。因為它處於一個充滿塵埃的空間區域，藍色的光在到達我們這兒之前都已經被吸收掉了，因此整個系統看起來是偏紅的。
環繞著寶瓶座R的星雲稱為塞德布拉德211 (Cederblad 211)。依據Tom Polakis 的說法，在1998年之前還沒有人成功的直接觀測這個具有挑戰性的天體。這個星雲可能是一顆類新星爆發的殘骸，日本的天文學家可能在西元930年觀測到此一事件。

## 外部連結
- Weird loop image in R Aquarii
- R Aquarii (HST) （页面存档备份，存于）
- AAVSO Variable Star of the Month. R Aquarii: Summer 2003（页面存档备份，存于）